# IC 5144
IC 5144 је спирална галаксија у сазвјежђу Пегаз која се налази на листи објеката дубоког неба у Индекс каталогу.
Деклинација објекта је + 15° 2' 14" а ректасцензија 21h 54m 9,4s. Привидна величина (магнитуда) објекта IC 5144 износи 14,5 а фотографска магнитуда 15,3. IC 5144 је још познат и под ознакама MCG 2-55-27, CGCG 427-39, NPM1G +14.0529, PGC 67614.